# Pál Csáky

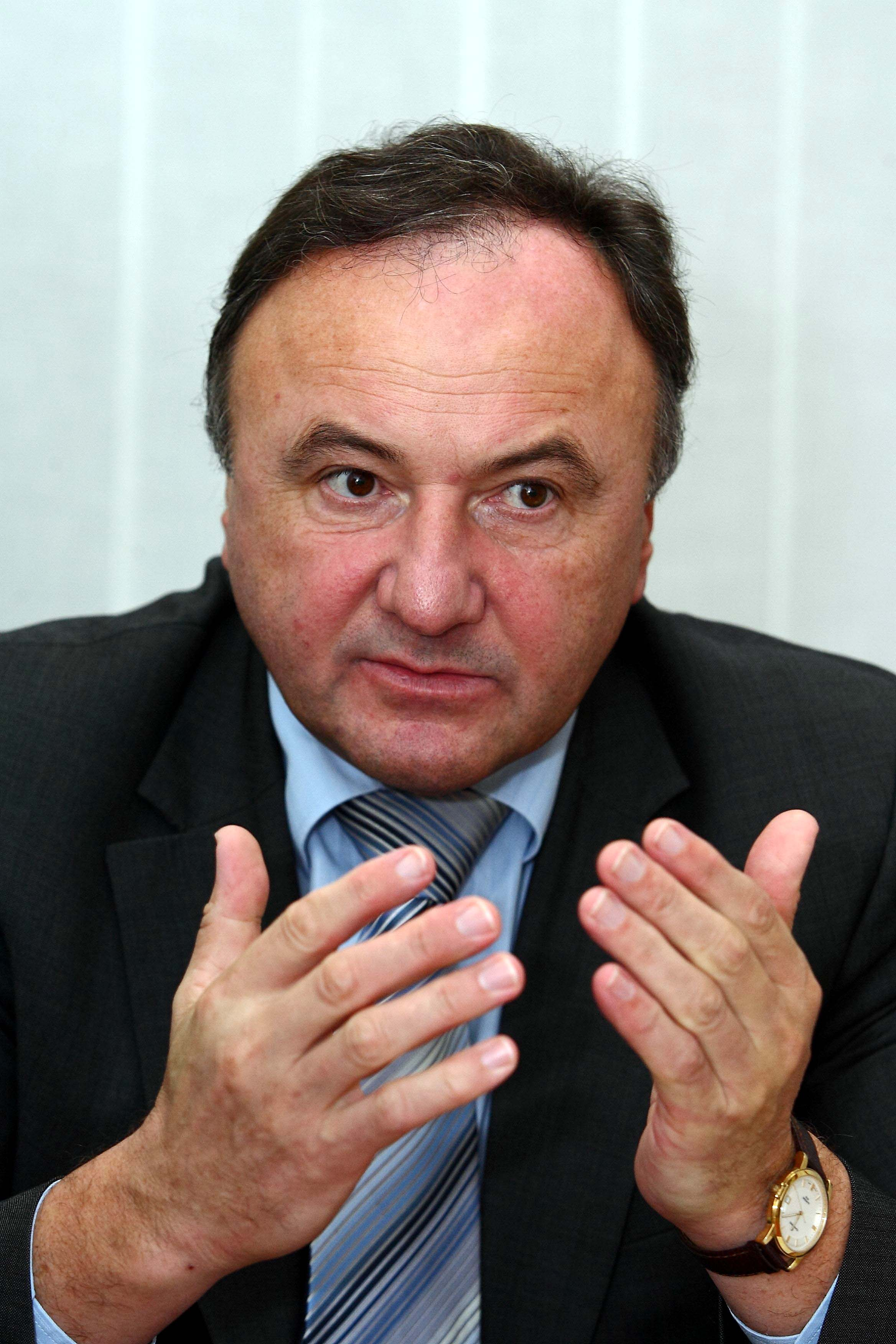
Pál Csáky (2010)

Pál Csáky (* 21. März 1956 in Šahy, Okres Levice) ist ein Politiker der ungarischen Minderheit in der Slowakei. Er war von 1998 bis 2006 stellvertretender Ministerpräsident der Slowakei, von 2007 bis 2010 Vorsitzender der Partei der ungarischen Koalition (SMK-MKP). Von 2014 bis 2019 war er Mitglied des Europäischen Parlaments.

## Leben und politische Karriere
Csáky absolvierte 1976–1980 ein Studium an der Chemisch-Technologischen Hochschule in Pardubice und schloss als Chemieingenieur ab. Von 1981 bis 1990 arbeitete er als Technologe beim Textilbetrieb Levitex im südwestslowakischen Levice.
Nach der Samtenen Revolution war er im Frühjahr 1990 ein Mitbegründer der Maďarské kresťanskodemokratické hnutie (MKDH; Ungarischen Christdemokratischen Bewegung) in der Slowakei. Bei der ersten freien Wahl zum Slowakischen Nationalrat im Juni 1990 gewann er ein Abgeordnetenmandat. Bei der Parlamentswahl 1992 wurde er als Abgeordneter zum Nationalrat bestätigt. Von 1992 bis 1998 war er stellvertretender Vorsitzender der MKDH.
Er setzte sich für einen Zusammenschluss der Parteien der ungarischen Minderheit ein, der 1998 in Gestalt der Partei der ungarischen Koalition (Strana maďarskej koalície bzw. Magyar Koalíció Pártja, SMK-MKP) erfolgte. Auf deren Gründungsparteitag wurde er zum stellvertretenden Vorsitzenden gewählt. Die Partei gewann bei der Parlamentswahl 1998 9,1 Prozent der Stimmen. Sie schloss sich einer Vier-Parteien-Koalition unter Mikuláš Dzurinda an und trug so zur Ablösung des autoritär regierenden Ministerpräsidenten Vladimír Mečiar bei. In der Regierung Dzurinda I fungierte Pál Csáky als stellvertretender Ministerpräsident mit Zuständigkeit für Menschenrechte und Minderheiten. Die Regierungsbeteiligung der SMK-MKP trug zur Verbesserung der Beziehungen zwischen der ungarischen Minderheit und der slowakischen Regierung bei. Bei der Nationalratswahl 2002 steigerte die Partei der ungarischen Koalition ihren Stimmenanteil auf 11,2 Prozent. Anschließend gehörte Csáky der Regierung Dzurinda II (2002–2006) abermals als stellvertretender Ministerpräsident an.
Nach der Wahl im Juni 2006 zog er erneut als Abgeordneter in den Nationalrat ein. Am 30. März 2007 wählte die Partei der ungarischen Koalition Csáky als Nachfolger von Béla Bugár zum Vorsitzenden. Bei der Nationalratswahl 2010 brach der Stimmenanteil der SMK-MKP auf 4,3 Prozent ein (mehr als 7 Prozentpunkte weniger als 2006). Am Tag nach der Wahl, dem 13. Juni 2010, trat Csáky als Parteivorsitzender zurück.
Bei der Europawahl 2014 wurde Csáky ins Europäische Parlament gewählt, wo er sich der Fraktion der Europäischen Volkspartei (Christdemokraten) anschloss. Er war stellvertretender Vorsitzender des Petitionsausschusses und Delegierter für die Beziehungen zu Indien. Bei der Europawahl 2019 verlor die SMK-MKP ihren Sitz und Csáky schied aus dem EU-Parlament aus.

## Auszeichnungen
- 2007 – Corvinus-Preis des Budapester Europainstitutes
- 2011 – Komtur mit Stern des Verdienstordens der Republik Ungarn